# Dromaeolus brachycerus
Dromaeolus brachycerus är en skalbaggsart som beskrevs av Sharp 1908. Dromaeolus brachycerus ingår i släktet Dromaeolus och familjen halvknäppare. Inga underarter finns listade i Catalogue of Life.